# Championnat d'Ouzbékistan féminin de football
Le championnat d'Ouzbékistan féminin de football est une compétition de football féminin créée en 1995.

## Palmarès
| Saison | Champion          |
| ------ | ----------------- |
| 1995   | Chehra Tashkent   |
| 1996   | Baho Tashkent     |
| 1997   | Andijanka Andijon |
| 1998   | Dilnoza Tashkent  |
| 1999   | Andijanka Andijon |
| 2000   | Andijanka Andijon |
| 2001   | Gulbahor Namangan |
| 2002   | Andijanka Andijon |
| 2003   | Andijanka Andijon |
| 2004   | Sevinch Qarshi    |
| 2005   | Andijanka Andijon |
| 2006   | Sevinch Qarshi    |
| 2007   | Sevinch Qarshi    |
| 2008   | Sevinch Qarshi    |
| 2009   | Sevinch Qarshi    |
| 2010   | Sevinch Qarshi    |
| 2011   | Sevinch Qarshi    |
| 2012   | Sevinch Qarshi    |
| 2013   | Sevinch Qarshi    |
| 2014   | Sevinch Qarshi    |
| 2015   | Sevinch Qarshi    |
| 2016   | Sevinch Qarshi    |
| 2017   | Metallurg Bekobod |
| 2018   | FK Bunyodkor      |
| 2019   | Sevinch Qarshi    |
| 2020   | FK Bunyodkor      |
| 2021   | Sogdiana Jizzax   |
| 2022   | Sevinch Qarshi    |
| 2023   | Sevinch Qarshi    |
| 2024   | Sevinch Qarshi    |

## Bilan par clubs
- 16 titres : Sevinch Qarshi
- 6 titres : Andijanka Andijon
- 2 titres : FK Bunyodkor
- 1 titre : Chehra Tashkent, Baho Tashkent, Dilnoza Tashkent, Metallurg Bekobod, Sogdiana Jizzax